# Rhomboarctus thomassini
Rhomboarctus thomassini är en djurart som tillhör fylumet trögkrypare, och som beskrevs av Jeanne Renaud-Mornant 1984. Rhomboarctus thomassini ingår i släktet Rhomboarctus och familjen Halechiniscidae. Inga underarter finns listade i Catalogue of Life.